# Сатурн (премія, 2000)
26-а церемонія вручення нагород премії «Сатурн» за заслуги в царині кінофантастики, зокрема в галузі наукової фантастики, фентезі та жахів за 1999 рік, яка відбулася 6 червня 2000 року. 

## Лауреати і номінанти
Нижче наведено повний список номінантів та переможців. Переможці виділені жирним шрифтом.

### Фільми
| Найкращий актор | Найкраща акторка |
| --- | --- |
| - Тім Аллен – за роль Джейсона Несміта у фільмі У пошуках галактики - Джонні Депп – за роль Ікабода Крейна у фільмі Сонна лощина - Брендан Фрейзер – за роль Річарда О'Коннелла у фільмі Мумія - Ліам Нісон – за роль Квая-Гон Джинна у фільмі Зоряні війни: Прихована загроза - Кіану Рівз – за роль Нео у фільмі Матриця - Брюс Вілліс – за роль Малкольма Крау у фільмі Шосте відчуття                                                      | - Крістіна Річчі – за роль Катріни Ван Тассел у фільмі Сонна лощина - Гізер Грем – за роль Феліції Трахвелл у фільмі Остін Паверс: Шпигун, який мене спокусив - Кетрін Кінер – за роль Максін Лунд у фільмі Бути Джоном Малковичем - Керрі-Енн Мосс – за роль Трініті у фільмі Матриця - Сігурні Вівер – за роль Гвен Дімарко у фільмі У пошуках Галактики - Рейчел Вайс – за роль Евелін «Еві» Карнахан у фільмі Мумія                                                    |
| Найкращий актор другого плану | Найкраща акторка другого плану |
| - Майкл Кларк Дункан – за роль Джона Коффі у фільмі Зелена миля - Лоуренс Фішборн – за роль Морфея у фільмі Матриця - Джуд Лоу – за роль Дікі Ґрінліфа у фільмі Талановитий містер Ріплі - Юен Мак-Грегор – за роль Обі-Вана Кенобі у фільмі Зоряні війни: Прихована загроза - Алан Рікман – за роль Александра Дейна у фільмі У пошуках галактики - Крістофер Вокен – за роль вершника без голови у фільмі Сонна лощина                       | - Патріша Кларксон – за роль Мелінди Мурс у фільмі Зелена миля - Пернілла Август – за роль Шмі Скайвокер у фільмі Зоряні війни: Прихована загроза - Джоен Кюсак – за роль Шеріл Ленг у фільмі Дорога на Арлінгтон - Джина Девіс – за роль Елеонор Літтл у фільмі Стюарт Літтл - Міранда Річардсон – за роль Ван Тассел у фільмі Сонна лощина - Сіссі Спейсек – за роль Хелен Веббер у фільмі Вибух з минулого                                                              |
| Найкращий молодий актор чи акторка | Найкращий сценарій |
| - Гейлі Джоел Осмент – за роль Джейсона Несміт у фільмі Шосте відчуття - Емілі Бергл – за роль Рейчел Ленг у фільмі Керрі 2: Лють - Наталі Портман – за роль Падме Амідали Наберріє у фільмі Зоряні війни: Прихована загроза - Джастін Лонг – за роль Брендона у фільмі У пошуках галактики - Девон Сава – за роль Антона Тобіаса у фільмі Бездіяльні руки - Джейк Ллойд – за роль Енакіна Скайвокера у фільмі Зоряні війни: Прихована загроза | - Тед Таллі – Мовчання ягнят - Альберт Брукс – Захищаючи твоє життя - Джеймс Кемерон та Вільям Вішер – Термінатор 2: Судний день - Чарльз Гейл – Винен, як наказано - Вільям Голдмен – Мізері - Річард Лагравенезе – Король-рибалка |
| Найкращий режисер | Найкращий костюм |
| - Вачовскі – Матриця - Стівен Соммерс – Мумія - Френк Дарабонт – Зелена миля - Дін Парізо – У пошуках галактики - Тім Бертон – Сонна лощина - Джордж Лукас – Зоряні війни: Прихована загроза | - Тріша Біггар – Зоряні війни: Прихована загроза - Коллін Етвуд – Сонна лощина - Мерилін Венс – Загадкові чоловіки - Альберт Вольський – У пошуках галактики - Джон Блумфілд – Мумія - Кім Барретт – Матриця |
| Найкращий грим | Найкращі спецефекти |
| - Нік Дадман і Ейлін Сітон – Мумія - Фей Хаммонд – Жадний - Боб Маккаррон, Ніккі Гулі та Венді Сейнсбері – Матриця - Стен Вінстон, Холлі Д'Амор і Ве Ніл – У пошуках галактики - Кевін Ягер і Пітер Оуен – Сонна лощина - Пол Енгелен, Сью Лав та Нік Дадман – Зоряні війни: Прихована загроза | - Роб Коулман, Джон Нолл, Денніс Мюрен та Скотт Сквайрс – Зоряні війни: Прихована загроза - Джон Гаета, Янек Сіррс, Стів Кортлі та Джон Тум – Матриця - Джон Дикстра, Генрі Ф. Андерсон III, Джером Чен та Ерік Аллард – Стюарт Літтл - Стен Вінстон, Білл Джордж, Кім Бромлі та Роберт Стедд – У пошуках галактики - Джим Мітчелл, Джосс Вільямс, Кевін Ягер та Марк С. Міллер – Сонна лощина - Джон Ендрю Бертон мол., Деніел Жаннетт, Бен Сноу та Кріс Корбоулд – Мумія |
| Найкраща музика | Найкращий науково-фантастичний фільм |
| - Денні Ельфман – Сонна лощина - Томас Ньюман – Зелена миля - Ренді Ньюман – Історія іграшок 2 - Девід Ньюман – У пошуках галактики - Майкл Лоуренс Наймен та Деймон Алберн – Жадний - Джеррі Голдсміт – Мумія | - Матриця - Зоряні війни. Епізод I. Прихована загроза - Тринадцятий поверх - Екзистенція - У пошуках Галактики - Цілковита пітьма |
| Найкращий пригодницький фільм, бойовик чи трилер | Найкращий фентезійний фільм |
| - Зелена миля - Дорога на Арлінгтон - Жовтневе небо - Розплата - Талановитий містер Ріплі - І цілого світу замало | - Бути Джоном Малковичем - Остін Паверс: Шпигун, який мене звабив - Мумія - Стюарт Літтл - Тарзан (м / ф) - Історія іграшок 2 (м / ф) |
| Найкращий фільм жахів | Найкраще відеовидання |
| - Шосте відчуття - Відьма з Блейр: Курсова з того світу - Людожер - Сонна лощина - Стигмати - Вбити місіс Тінгл | - Вільне підприємство - Синдром Стендаля - Трекі - Від заходу до світанку 3: Донька ката - Залізний велетень |

### Телебачення
| Найкращий телесеріал | Найкращий телесеріал, зроблений для кабельного телебачення |
| --- | --- |
| - Тепер і знову (CBS) - Ангел (WB) - Баффі — переможниця вампірів (WB) - Розуелл (WB) - Сім днів (UPN) - Цілком таємно (FOX) | - Зоряна брама: SG-1 (Showtime) - Amazon (Syndicated) - На краю Всесвіту (SyFy) - Г проти Е (Syndicated) - Зовнішні межі (Showtime) - Зоряний шлях: Глибокий космос 9 (NBC) |
| Найкращий телеактор | Найкраща телеакторка |
| - Девід Бореаназ – Ангел (The WB) за роль Енджела - Патрік Стюарт – Різдвяна пісня (TNT) за роль Ебензера Скруджа - Бен Браудер – На краю Всесвіту (SyFy) за роль Джона Крайтона - Джейсон Бер – Розуелл (The WB) за роль Макса Еванса - Річард Дін Андерсон – Зоряна брама: SG-1 (Showtime) за роль Джека О'Нілла | - Маргарет Колін – Зараз і знову (CBS) за роль Лізі Вайзман - Кейт Малгрю – Зоряний шлях: Вояджер (UPN) за роль Кетрін Джейнвей - Клаудія Блек – На краю Всесвіту (Syfy) за роль Айрін Сун - Джилліан Андерсон – Цілком таємно (FOX) за роль Дейни Скаллі - Сара Мішель Геллар – Баффі — переможниця вампірів (WB) за роль Баффі Саммерс - Шеннен Догерті – Усі жінки — відьми (WB) за роль Прю Галлівел |
| Найкращий телеактор другого плану | Найкраща телеакторка другого плану |
| - Денніс Хейсберт – Зараз і знову (CBS) за роль Теодора Морріса - Джеремі Лондон – Подорож до центру Землі (USA Network) за роль Джонаса Літтона - Колм Фіорі – Шторм сторіччя (ABC) за роль Андре Линожа - Ніколас Брендон – Баффі — переможниця вампірів (WB) за роль Зендера Харріса - Джеймс Марстерс – Баффі — переможниця вампірів (WB) за роль Спайка - Роберт Пікардо – Зоряний шлях: Вояджер (UPN) за роль Доктора | - Жюстіна Вейл Еванс – Сім днів (UPN) за роль Ольги Вукович - Аманда Таппінг – Зоряна брама: SG-1 (Showtime) за роль Саманти Картер - Вірджинія Гей – На краю Всесвіту (Syfy) за роль Зото Заана - Каризма Карпентер – Ангел (WB) за роль Корделії Чейз - Хізер Матараццо – Зараз і знову (CBS) за роль Хізер Вайзман - Джері Райан – Зоряний шлях: Вояджер (UPN) за роль Сьома з дев'яти                |
| Найкраща телевізійна презентація | |
| - Шторм сторіччя (ABC) - Чарівна легенда про лепреконів (NBC) - Викрадачі минулого (TBS) - Подорож до центру Землі (USA Network) - Різдвяна пісня (TNT) - Ферма тварин (TNT) | |

### Особливі нагороди
| Нагорода                                                | Лауреати        |
| ------------------------------------------------------- | --------------- |
| Нагорода імені Джорджа Пала (George Pal Memorial Award) | • Дуглас Вік    |
| За досягнення в кар'єрі (Life Career Award)             | • Дік Ван Дайк  |
| За досягнення в кар'єрі (Life Career Award)             | • Джордж Барріс |
| Президентська нагорода (President’s Award)              | • Річард Доннер |
| Спеціальна нагорода (Special Awards)                    | • Джефф Уокер   |